# Eleutério (exarca)
Eleutério (m. 620) foi o exarca de Ravena entre 615 e 619, durante o reinado do imperador bizantino Heráclio (r. 610–641). Um eunuco, sucedeu ao assassinado João I Lemígio.

## História

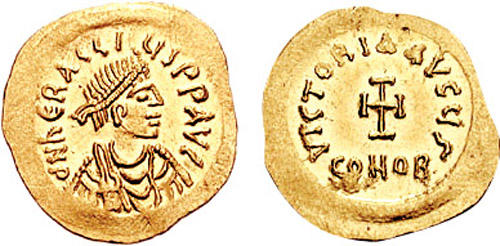
Tremisse do imperador Heráclio r.

No início do reinado de Heráclio (r. 610–641), quase todo o exarcado estava em estado de turbulência. Em Ravena, havia um óbvio descontentamento contra os bizantinos; em Nápoles, um tal João de Conza atacou e conquistou a cidade, separando-a do controle do exarcado. Eleutério chegou em Ravena e imediatamente mandou matar "todos os que estavam envolvidos na morte do exarca João e os juízes do Estado". Então, após realizar a visita de cortesia ao papa Adeodato I (r. 615–618), marchou para Nápoles, capturando a cidade e matando João e seus aliados. Porém, logo em seguida os lombardos ameaçaram ir à guerra. Eleutério conseguiu, porém, uma paz através de uma promessa de um tributo anual.
Acreditando que a situação na península Itálica era insatisfatória e aproveitando-se que o Heráclio estava ocupado com a guerra contra os persas, Eleutério se auto-proclamou imperador em 619 com a intenção de montar sua capital em Roma. No ano seguinte, ainda sem saber como convencer o papa Bonifácio V (r. 619–625) a conceder-lhe a coroa, foi assassinado por seus soldados na fortaleza de Luceoli e sua cabeça foi enviada para Heráclio.